# Chliaria matiana
Chliaria matiana är en fjärilsart som beskrevs av Hans Fruhstorfer 1912. Chliaria matiana ingår i släktet Chliaria och familjen juvelvingar. Inga underarter finns listade i Catalogue of Life.